# DR 872 bis 874
Die Eilzugtriebwagen DR 872 bis 874 sind die ersten Verbrennungsmotortriebwagen der Deutschen Reichsbahn, die mit den Dieselmotor Maybach GO 5 ausgerüstet wurden. Sie waren mit 52 t die schwersten Dieseltriebwagen der Deutschen Reichsbahn.
Die Fahrzeuge waren für den Eilzugbetrieb zwischen Frankfurt am Main und Wiesbaden mit einem Steuerwagen beschafft worden und stellten in dieser Zusammensetzung die ersten Wendezüge in Deutschland dar. Danach entstanden bei der Deutschen Reichsbahn nur noch Fahrzeuge mit selbsttragenden Leichtbauwagenkästen.

## Geschichte
Für die ersten Verbrennungsmotortriebwagen der Deutschen Reichsbahn verwendete der Hersteller Waggonfabrik Wismar einen Wagenkasten, der dem DR 853 ... 871 entsprach. Mit dem neuen Motor Maybach GO 5 waren die Voraussetzungen geschaffen worden, um 90 – 100 km/h schnelle Fahrzeuge zu bauen, die einen Beiwagen mitführen konnten. Zu ihrer Entstehungszeit wurden den Fahrzeugen viel Aufmerksamkeit geschenkt, auf einem Werbeplakat der Waggonfabrik Wismar sind sie auf der Titelseite mit abgebildet.
Bestellt wurden die Fahrzeuge 1930. Zur Auslieferung kamen sie 1932 und 1933. Sie waren bei Inbetriebsetzung mit einem GO-5-Motor ausgerüstet, bei dem mit einem Kompressor der Kraftstoff eingespritzt wurde. Erst 1935 wurde der bei den anderen Fahrzeugen gewohnte Saugmotor eingebaut, was eine längere Abstellzeit im Ausbesserungswerk brachte. Zusätzlich zu den Triebwagen wurden je ein Eilzugwagen in einen Steuerwagen umgebaut. Mit diesem Wagen verkehrten die Triebwagen als Wendezug.
Nach der Inbetriebsetzung im Bahnbetriebswerk Frankfurt (Main) bedienten die Fahrzeuge bis zum Ausbruch des Zweiten Weltkrieges die Strecke Frankfurt am Main–Wiesbaden. Die Laufleistungen der Fahrzeuge waren nicht besonders hoch. Die Ursache dafür war, dass der Abstand zwischen den Kopfbahnhöfen gering war, wodurch sich keine Gewährleistungen für eine lange Lebensdauer der Motoren ergaben. Außerdem muss die Zeit der Umrüstung im Ausbesserungswerk vom Kompressormotor zum kompressorlosen Motor mit berücksichtigt werden. Mindestens zwei Fahrzeuge wurden schon vor Ende des Krieges zweckentfremdet als Plankammer oder Bremsuntersuchungswagen verwendet.
Lediglich der VT 872 tauchte in den Bestandslisten nach dem Krieg wieder auf. Er erhielt die Betriebsnummer VT 92 501 und wurde mit einer neuen Maybach-Maschinenanlage mit 800 PS Leistung ausgerüstet. Im Juni 1951 wurde das Fahrzeug wieder ausgeliefert.

## Konstruktive Merkmale
Der Wagenkasten wurde von der Baureihe DR 853 ... 871 übernommen. Zum ersten Mal wurde eine dieselelektrische Antriebsanlage mit der Lagerung des Dieselmotors im Maschinendrehgestell und den beiden elektrischen Fahrmotoren im anderen Drehgestell des Wagens gewählt. Das Anlassen des Dieselmotors erfolgte mit Druckluft.
Vorgesehen war nach 1938 der Einbau eines stärkeren Dieselmotors Fabrikat Klöckner-Humboldt-Deutz, der eine Leistung von 450 PS abgeben konnte. Zumindest der VT 872 hat diesen Motor erhalten, bei den anderen beiden Fahrzeugen wurde dieser Umbau kriegsbedingt nicht mehr ausgeführt.
Der Betrieb brachte die Erkenntnis, dass mit den Fahrzeugen, die eine geringe spezifische Leistung besaßen, noch kein effektiver Betrieb auf Hauptbahnen möglich war. Das führte zur Überarbeitung des Wagenkastens, um die leistungsfähigereren Motoren effektiver zu verwenden. Somit waren diese Fahrzeuge wichtige Erkenntnisträger für die Leichtbauweise im Fahrzeugbau.